# کارولین جونز-یونگ
کارولین جونز-یونگ (انگلیسی: Carolyn Jones-Young؛ زادهٔ ۲۹ ژوئیهٔ ۱۹۶۹) بازیکن بسکتبال اهل ایالات متحده آمریکا است.
وی در مسابقات کشوری و بین‌المللی در مجموع برندهٔ ۲ مدال طلا، ۱ مدال برنز شده‌است.